# 洛遜街

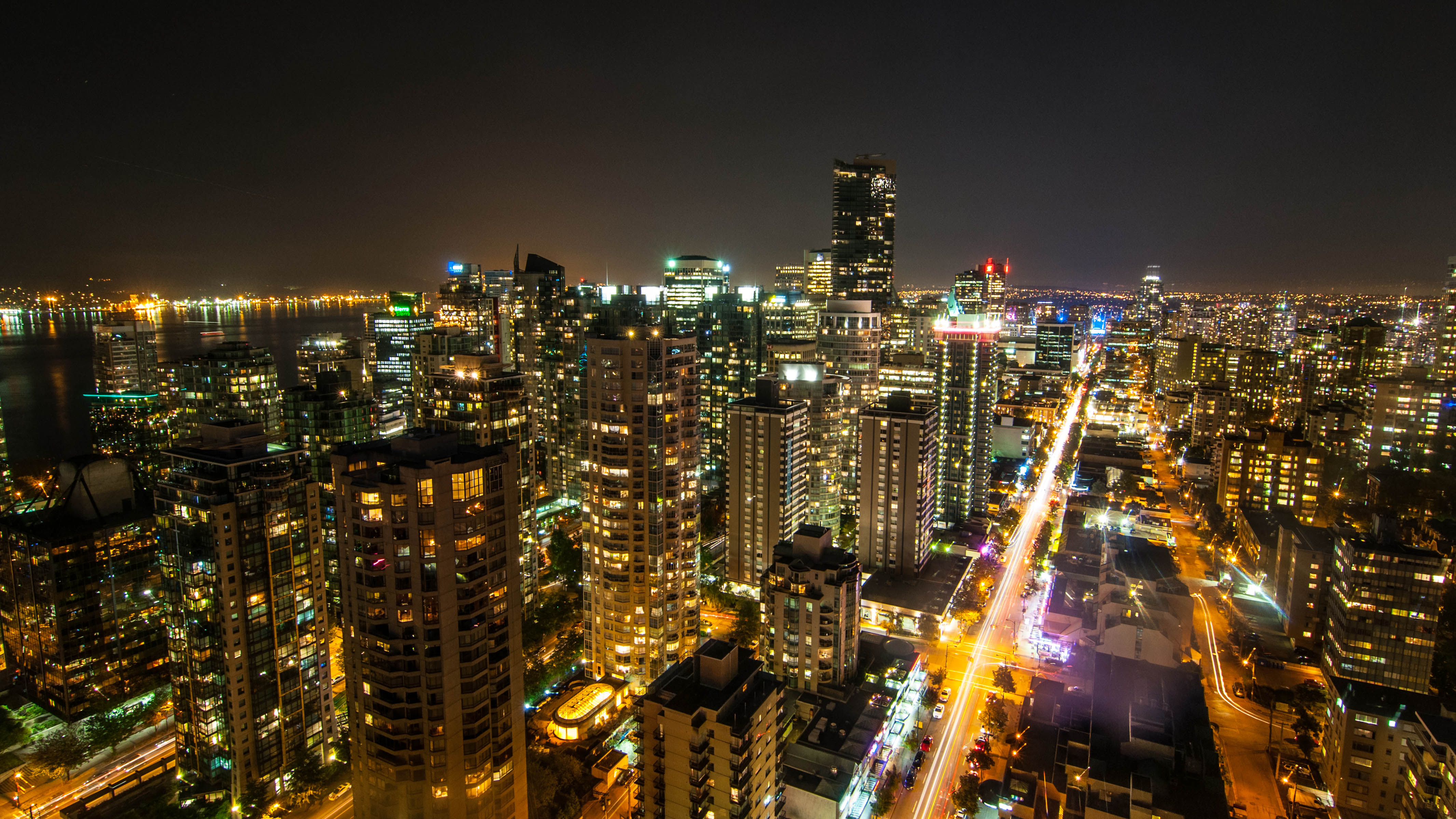
晚上的洛遜街

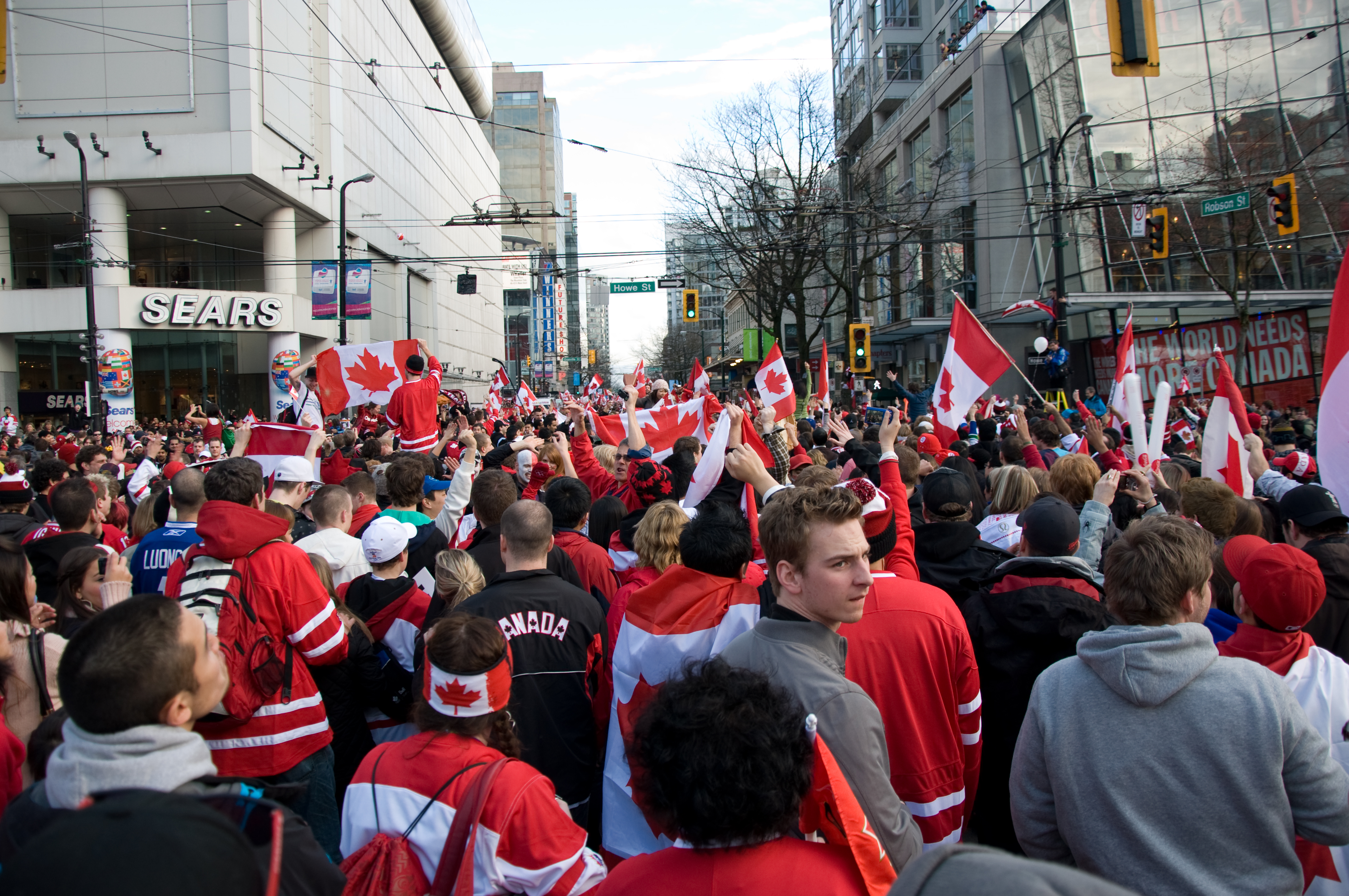
加拿大於2010年冬季奧運會奪得男子冰球項目金牌後，民眾在洛遜街上慶祝

洛遜街是加拿大卑詩省溫哥華市中心和西端區一條主要街道，東南起卑詩體育館，往西北經溫哥華公共圖書館、洛遜廣場和溫哥華美術館等地標，到史丹利公園旁的洛斯特湖為止。洛遜街是以1880和90年代先後出任卑詩省財政廳長和省長的約翰·洛遜命名。
溫哥華的路面電車系統於1895年伸延至洛遜街，街道兩旁自此也出現各種商舖。二戰後洛遜街的西北端成為德國裔居民的熱門聚居地點，而傑維斯街至布勒街的一段洛遜街更得了「Robsonstrasse」的稱號（德語「strasse」解作「街道」）。洛遜街其後陸續發展成溫哥華市的主要購物街，沿途林立多個名牌的商舖，更成為溫市景點之一。洛遜街沿途零售商舖租金於2010年達每平方英尺196.08美元，在全加拿大排名第三（僅次於多倫多的布魯亞街和滿地可的聖街），在全世界則名列第51位。
溫哥華加人冰球隊在1994年史丹利杯決賽中敗於紐約遊騎兵隊後，洛遜街夾書羅街一帶爆發了騷亂，造成超過200人受傷，財物損失達110萬元。

## 地標建築
- 帝國地標酒店（英语：Empire Landmark Hotel）（2019年拆卸）